# Vicente Leñero
Vicente Leñero Otero (Guadalajara, 1933. június 9. – Mexikóváros, 2014. december 3.) mexikói író, dramaturg, újságíró.
Leñero 1959-ben mérnöknek készült és egyetemi tanulmányait is ezen a szakon kezdte (UNAM), de mégis irodalommal és színházzal kezdett el foglalkozni és így tanulmányait az Escuela de Periodismo Carlos Septién García főiskolán folytatta irodalommal.
Egy színdarabját, a „Los albañiles”-t már 1963-ban Premio Biblioteca Breve díjjal tüntették ki. Több más díjazás mellett 1995-ben és 2001-ben megkapta a Premio Ariel díjat, egyszer az „El callejón de los milagros”-ért és egyszer „El crimen del padre Amaro”-ért. 2001-ben „Xavier-Villaurrutia”-díjat kapott, egy évvel később pedig mexikói Tudomány és Művészeti Nemzeti Díjat irodalom kategóriában.